# 正法寺川
正法寺川（しょうぼうじがわ）は、徳島県板野郡藍住町と徳島市応神町を流れる吉野川水系の一級河川である。

## 地理
徳島県板野郡藍住町の旧吉野川から徳島市応神町西部を流れ旧正法寺川を介して吉野川に合流する。藍住町にある正法寺（せいほうじ）が川の名の由来である。上流には準用河川の本村川と直道川がある。
河川沿いには正法寺川公園（しょうぼうじがわこうえん）があり、西日本一の木橋である「みどり橋」がある。橋梁は鷹の橋、仁徳橋、仁徳鷹の橋、千鳥橋、元村橋、奥野橋、猪熊橋、藍住橋、みどり橋、原橋、正法寺川橋、新富吉橋など。
川の清掃活動などを毎月1回「正法寺川を考える会」が行っている。

## 支流
- 本村川（直道川）

## 流域の施設
- 正法寺川公園
- 藍住町バラ園
- 藍の館
- 藍住町立藍住中学校
- 藍住町立藍住北小学校
- 藍住町立藍住西小学校
- 藍住町役場

## 正法寺川を考える会
受賞歴
- 2002年 環境省水環境部長表彰
- 2003年 とくしま環境県民会議会長賞
- 2005年 とくしま環境賞
- 2008年 環境大臣賞（地域環境保全功労者表彰）